# 아르테미스 신전

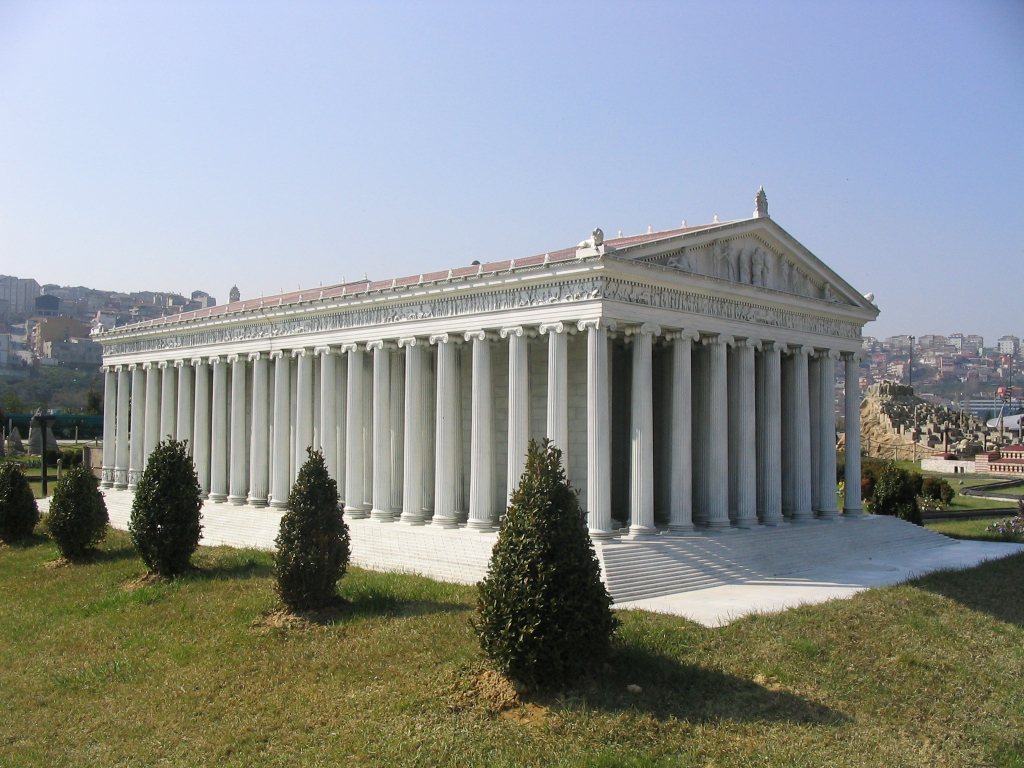
아르테미스 신전 모형 (터키 이스탄불 미니아투르크 공원)

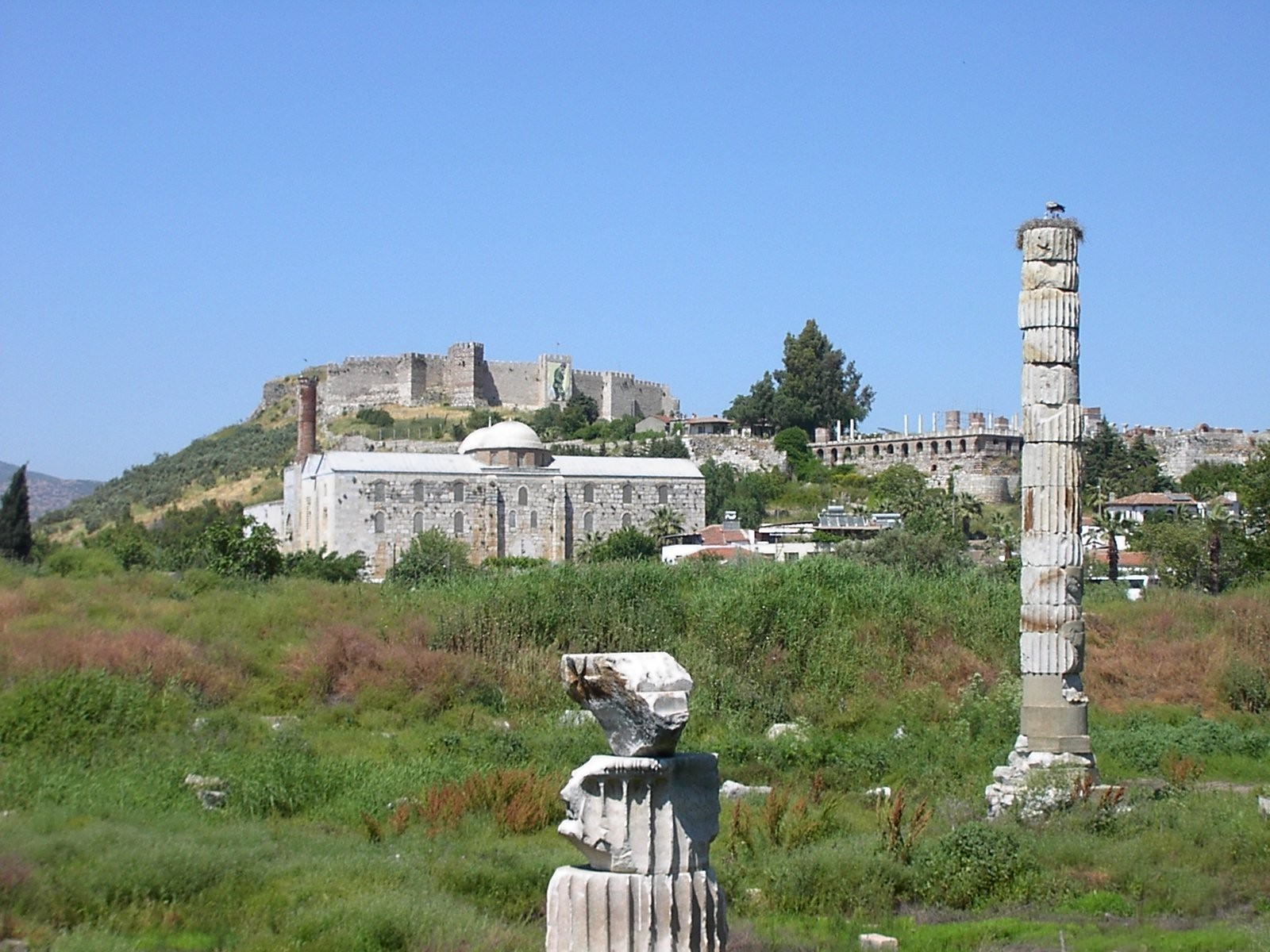
지금의 아르테미스 신전 유적지

아르테미스 신전(~ 神殿,그리스어: Ἀρτεμίσιον, 아르테미시온), 또는 디아나의 신전은  그리스 신화에 등장하는 달의 여신 아르테미스에게 바쳐진 신전으로 소아시아의 에페소스(오늘날의 터키 셀추크 부근)에 있었다.
이 신전은 2번이나 완전히 새로 세워졌는데, 첫 번째로는 거대한 홍수로, 두 번째로는 방화로 인한 재건이었고, 3번째로 지어진 아르테미스 신전이 바로 고대 세계 7대 불가사의 중 하나이다. 기원후 401년에 최종적으로 파괴되었고,  현재는 신전의 토대와 조각 파편만이 남아있다.

## 역사

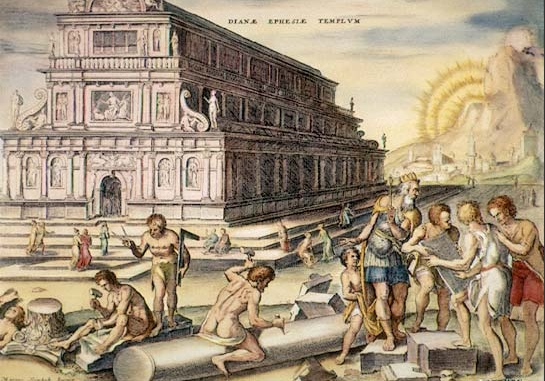
16세기 네덜란드 화가 마틴 힘스케르크의 아르테미스 신전 인그레이빙 상상도.

### 첫 번째 신전
첫 번째 신전의 역사는 청동기 시대로까지 거슬러 올라간다. 파우사니아스는 이오니아인이 그리스에 이주하기 전 리디아인과 레레게인들에 의해 세워졌으며, 디디마의 아폴로 신전보다 오래되었다고 확신했다. 칼리마코스는 저서 《아르테미스 찬가》에서, 그 신전을 오래전에 존재했다가 사멸한 아마조네스가 지었다고 기록했지만, 파우사니아스는 신전이 아마조네스 이전 시기에 존재했다고 믿었다. 이후 제1차 세계대전 이전에 영국의 고고학자인 데이비드 조지 호가스가 발굴한 유적지에서 세 개의 연속된 사원 건물이 확인되었응며, 1987~88년 재발굴과 호가스의 기록에 대한 재검토를 통해 이 유적지가 청동기 시대 초기에 건설되었다는 사실이 확인되었으며, 기원전 8세기 후반에 단단한 점토로 바닥을 덮은 주변 신전이 건설된 중기 기하학 시대까지 거슬러 올라가는 일련의 도자기들이 발견되었다.기원전 7세기에 옛 신전은 홍수에 의해 조각 파편 한점도 남기지 않고 완전히 파괴된다. 이 때문에 이 신전의 생김새는 영원히 알 수 없게 되었다.

### 두번째 신전
그 재건은 1세기가 흐른 기원전 550년에 시작되는데, 리디아 출신의 크로이소스가 자금을 대었고 크레타 출신의 케르시프론과 그의 아들 메타게네스가 건축하였다. 그 계획에 10년이 걸렸다. 그러나 이후 헤로스트라투스의 방화(放火)로 파괴되었다.

### 기록
고대 세계 7대 불가사의의 목록을 작성한 시돈의 안티파트로스는 당대의 아르테미스 신전을 이렇게 묘사했다.
나는 전차(戰車)를 위한 길이 있는 바빌론의 높이 치솟은 성벽을 보았고, 알페우스가 세운 제우스 신상(神像), 공중정원, 태양의 거상과 수많은 노동력으로 지은 높은 피라미드와 마우솔로스의 거대한 무덤을 보았다. 그러나 내가 구름 위에 치솟은 아르테미스의 집을 보았을 때, 그들 다른 불가사의들은 그 빛을 잃었다. 그리고 나는 말했다. "보라, 올림푸스를 빼면, 어떤 장대한 것에도 태양이 비추지 아니하였구나"

### 세번째 신전
알렉산드로스 대왕이 세번째로 다시 세워지기로 하였으나, 착공은 알렉산드로스 사후(死後)인 기원전 323년에 시작되었다. 세 번째 신전은 규모가 더 커졌다. 길이 137m, 너비 69m, 높이 18m에 127개의 기둥을 가지고 있었다.

#### 신약성서에서의 이야기

##### 사도행전
세 번째 신전은 600여 년을 살아남아, 에페소스의 초기 기독교 시대의 기록에 몇 번이나 등장한다. 신약성서사도행전 19장 21절에서 41절에는 아르테미스 신전과 관련된 이야기가 있다. 에페소스에서 사도 바울이 우상숭배를 금하는 설교를 하자, 아르테미스 신상모형장사로 부를 쌓던 은장색 데메드리오가 "바울이라는 그리스도교 선교사가 사람이 만든 것은 신이 아니라고 설교를 하는 바람에, 사람들이 위대한 아르테미스 여신을 숭배하지 않게 되었습니다. 그래서 생업에 어려움을 겪게 되었습니다."라고 직공들과 시민들을 선동했다. 덕분에 바울과 같이 선교활동을 하던 마게도냐 사람 가이오,아리스다고가 연극장에 잡혀갔고 2시간이나 아르테미스를 찬양하며 바울이 전하는 그리스도교 신앙을 배척하는 집회가 벌어졌는데, 시의 지도자인 서기장이 시민들에게 "항의할 것이 있으면, 총독들과 민회에 고소하여 시비를 가리십시오. 불법집회를 일으키는 것은 책망받을 것이니 신중하지 못합니다."라면서 이성을 되찾아서 진정하도록 설득했다.

#### 요한행전
2세기 작품인 위경(僞經) 요한행전(Acts of John)은 아르테미스 신전의 파괴 이야기를 담고 있다. 사도 요한이 아르테미스 신전에서 공개적으로 기도하매, 그 악령을 몰아내고 "갑자기 신전의 제단이 여러 조각으로 부서지고... 신전의 반이 무너졌다" 그리하여 비탄에 잠겨 있던 에페소스 사람들이 즉시 기독교로 개종하였다 한다.

### 방화
서기 268년, 신전은 고트족의 약탈로 파괴되었다. 즉 B.C. 356년(알렉산더 대왕의 탄생한 날) 헤로스트라토스(Herostratos)의 방화로 타버렸다. 그 뒤에 신전이 재건되었는지 수리되었는지에 대해서는 이후의 기록이 불확실하다. 그러나 고트족의 이러한 행위는 신전에 최후를 가져다주었을 것이다. 최소한 신전의 석재 일부는 다른 건물의 건축에 사용되었다. 하기아 소피아의 기둥 몇 주(柱)는 원래 아르테미스 신전의 것이었다. 그리고 비잔티움 제국의 역사서 Parastaseis syntomoi chronikai는 신전의 몇몇 석상과 재료들이 콘스탄티노플의 여러 건물들에 재활용되었다고 기록한다.

### 박물지
아르테미스 신전에 대한 자료들은 주로 대 플리니우스의 박물지와 플루타르코스의 알렉산드로스 대왕의 생애(아르테미시움의 방화와 관련)에서 왔다.

### 재발견
아르테미스 신전은 파괴된 뒤 오랫동안 잊혀졌다가, 대영박물관이 후원하고 존 터틀 우드가 이끄는 탐사대가 6년의 탐색 끝에 1869년 재발견하였다.

## 미디어
- KBS 1TV : 걸어서 세계속으로